# Eleanor Jourdain
Pour les articles homonymes, voir Jourdain (homonymie).
Eleanor Frances Jourdain (16 novembre 1863 - 6 avril 1924) est une universitaire britannique, principale du St Hugh's College d'Oxford de 1915 à 1924. 
Elle est co-autrice, avec Charlotte Anne Moberly d'un récit paranormal publié sous pseudonyme en 1911, An Adventure.

## Biographie
Eleanor Jourdain naît à Derwent, dans le Derbyshire, en 1863, fille aînée du pasteur anglican Francis Jourdain et de son épouse Emily Clay. Sa sœur, Charlotte Jourdain, est l'une des quatre premières étudiantes du St Hugh's College, une autre de ses sœurs, Margaret Jourdain, est l'autrice d'ouvrages sur les meubles et la décoration anglaises. Son frère Philip Jourdain est logicien et son frère Francis Jourdain est ornithologue. Son grand-père maternel, Charles Clay (en), gynécologue, est l'un des premiers médecins à pratiquer des ovariectomies.
Elle est éduquée à domicile, puis ses grands-parents maternels financent son éducation, dans une école privée de Manchester durant quatre ans, puis à Lady Margaret Hall à l'université d'Oxford où elle s'inscrit en 1883. Elle est la première étudiante à passer un viva, c'est-à-dire un examen oral de fin d'études, et obtient une mention bien en 1886.
Elle est quelque temps secrétaire de Minnie Benson, l'épouse de l'archevêque de Cantorbéry, mère d'une de ses condisciples de Lady Margaret Hall, puis est nommée directrice adjointe de l'école secondaire de filles Tottenham et de Clifton. En 1892, elle fonde, avec la directrice de l'école de Clifton une école privée à Watford, la Corran Collegiate School qui accueille des élèves externes et pensionnaires, dont elle prend la direction. En 1900, l'école compte déjà 100 élèves. En 1903, elle passe une année à Paris et reprend ses études. Elle publie une étude sur le symbolisme dans la Divine Comédie de Dante en 1902 en anglais puis en 1903 en français, qui lui permet d'obtenir en 1904 un doctorat décerné par l'université de Paris. Elle revient à Oxford, comme principale adjointe de St Hugh's Hall en 1903, fonction à laquelle s'ajoute celle de tutrice de français en 1905. À partir de 1908, elle prend la tête des manifestantes de St Hugh's College lors des manifestations suffragistes de Londres, vêtue de sa robe de docteur. 
En avril 1915, elle succède à Charlotte Anne Moberly comme principale de St. Hugh's College. Durant son mandat, le nombre d'étudiantes passe à 150. Pendant la Première Guerre mondiale, elle occupe un poste de traductrice et de décryptage pour le gouvernement. De 1920 à 1922, elle donne des conférences de français à l'Institution Taylor d'Oxford.

## An Adventure, récit paranormal
Elle publie en 1911 sous pseudonyme An Adventure avec Charlotte Anne Moberly, dans lequel les deux autrices reviennent sur un événement paranormal qu'elles estiment avoir vécu à Versailles en 1901. Elles ont le sentiment d'avoir fait un retour dans le temps au moment de la révolution française de 1789, en voyant des personnages habillés en vêtements du XVIIIe siècle. Joan Evans estime pour sa part que les deux jeunes femmes ont pu été témoins de la répétition d'un tableau vivant préparé pour un soirée costumée de Robert de Montesquiou. Ce livre connaît un important succès et est plusieurs fois réédité.

## Fin de carrière
L'université d'Oxford délivre des diplômes aux femmes à partir de 1920. Aussi bien les enseignants que les étudiantes manifestent de nouvelles aspirations, et notamment revendiquent une gestion plus collégiale et moins autocratique. Mais Eleanor rejette ces aspirations. En novembre 1923, Eleanor Jourdain connaît un conflit avec une tutrice du collège, Cecilia Mary Ady, dont elle estime que celle-ci est « déloyale » et exige que le conseil d'administration la licencie. Mais Cecilia Ady porte plainte contre ce licenciement qu'elle estime abusif. L'ensemble des tuteurs du collège et cinq membres du conseil démissionnent en soutien à Cecilia Ady. Une enquête externe donne raison à Cecilia Ady, mais, alors que le collège est sur le point de demander à Eleanor Jourdain de démissionner, cette dernière meurt des suites d'une crise cardiaque le 6 avril 1924. Elle est inhumée au cimetière de Wolvercote, à Oxford. Barbara Gwyer lui succède comme principale de St Hugh's College.

## Publications
- The symbolism of the Divina commedia, New York, Christian literature, 1894 (OCLC 63968311)
- Dante's use of the divine name in the "Divina commedia", New York, Christian literature, 1895 (OCLC 63968310)
- The women of the "Divina commedia", New York, Christian literature, 1895 (OCLC 63968312)
- A study in the symbolism of the "Divina commedia", Shaldon, South Devon, E.E. Speight, 1902 (OCLC 10790778)
- On the theory of the infinite in modern thought: two introductory studies, London, Longmans, Green and Co., 1911 (OCLC 614390123, lire en ligne)
- An Adventure, Elizabeth Morison, Frances Lamont, Londres, 1911. Dernière édition Faber, 1955.
- An introduction to the French classical drama, Oxford, Clarendon Press, 1912 (OCLC 551365149, lire en ligne)
- « La Journée des Dupes », The Modern Language Review, vol. 9, no 4,‎ 1914, p. 516–517 (DOI 10.2307/3713636, JSTOR 3713636, lire en ligne)
- Dramatic theory and practice in France 1690-1808, London, Longmans, Green, 1921 (lire en ligne)
- The drama in Europe in theory and practice, London, Methuen & Co., ltd., 1924 (lire en ligne)
- Ghosts of the Trianon: the complete An Adventure, Borgo Pr, 1989 (ISBN 0-8095-7105-6)